# Villiers-sur-Yonne
Villiers-sur-Yonne é uma comuna francesa na região administrativa de Borgonha-Franco-Condado, no departamento Nièvre. Estende-se por uma área de 15,6 km². Em 2010 a comuna tinha 280 habitantes (densidade: 17,9 hab./km²).